# خلت‌آباد (فراهان)
۳۴°۳۳′۲۴″ شمالی ۴۹°۴۰′۲۶″ شرقی / ۳۴٫۵۵۶۶۷°شمالی ۴۹٫۶۷۳۸۹°شرقی
روستای خلت‌آباد در ۵ کیلومتری فرمهین و ۵۰ کیلومتری اراک واقع شده‌است. زبان اهالی قدیمی روستا زبان خلجی بوده‌است که در حال حاضر گویش جوانان و اهالی جدید روستا فارسی می‌باشد. خلت‌آباد با روستاهای برز(برزو)آباد، جلال‌آباد، علی آبادو مجد(مجید)آباد کهنه همجوار می‌باشد. شغل اهالی روستا عمدتاً کشاورزی و دامداری می‌باشد. جوانان روستا نیز بیشتر در شرکت گونی بافی فرمهین مشغول کار می‌باشند. روستا از دو محله تشکیل شده‌است محله بالا و محله پایین. محله پایین قدمت زیادی دارد. در زمان قدیم که مسجد فعلی ساخته نشده بود مراسم عزاداری در میدان کوچک که در محله پایین برگزار می‌گردیده‌ است. کوچه‌های باریک و بن‌بست از ویژگی‌های محله پایین است. قنات روستا هم‌چنان جاری است و به کشت و کار آبادی رونق داده‌است. مردم روستا به کمک جهاد سازندگی فراهان کار لایروبی قنات را انجام می‌دهند.

## مکان‌های مذهبی و عمومی
مسجد برزگ روستا که در میان آبادی قرار دارد و به نام صاحب الزمان نام‌گذاری شده‌است که در منطقه فراهان کم‌نظیر است. مسجد برای ماه رمضان، ماه محرم و مراسم‌های مختلف مذهبی مورد استفاده قرار می‌گیرد.
امام زاده که به تازگی مرمت شده در محله بالا قرار دارد و زیارتگاه اهالی روستا می‌باشد. در روستا بعضی مکان‌ها تقریباً در ذهن مردم جای گرفته جهت شناسایی روستا، مثلاً خندک، شنِ‌کوچّه، اربابی، دشت کنار، چالّه‌میدی، خرابات، پشت آبادی، جلوی مسجد، زاغه، قوچه‌چاه و…

## ساختمان‌های قدیم
مسجد قدیم که دیگر از آن اثری به جای نمانده‌است.
قلعه اربابی که در محله بالا قرار دارد و مورد استفاده یکی از ساکنان می‌باشد.

## ارباب‌های فراهان
کریم صمدی از بزرگان روستای خلت آباد در زمان قاجار و پهلوی بود که به سمت تهران عزیمت کرده و در دستگاه دولت صاحب رتبه شده بود. حاج آقا مصطفی محسنی از ارباب‌های روستا بوده‌است که در آبادی روستا کوشش فراوان کرد. قنات روستا را لایروبی و توسعه داد.
آخرین ارباب روستا مجتبی محسنی پسر حاج آقا مصطفی محسنی بوده‌است که پس از اصلاحات ارضی از این سمت کناره‌گیری کرد. وی همچنان یکی از زمین داران بزرگ روستا است.و هم اکنون در لس آنجلس آمریکا زندگی می کند.

## امکانات روستایی
روستای خلت‌آباد دارای آب لوله‌کشی، برق شهری، گاز و تلفن و پوشش تلفن همراه می‌باشد. پیش تر در کنار روستا یک دستگاه حمام عمومی وجود داشته‌است که در حال حاضر متروک گشته و از آن استفاده نمی‌شود. از دیگر اماکن روستا گورستان قدیمی است که بهشت معصومه نامیده می‌شود. هم چنین یک مدرسه ابتدایی هم در روستا وجود دارد که هم اکنون تغییر کاربری یافته است.

## فراورده‌های کشاورزی
از محصولات اصلی گندم، جو، سیب‌زمینی، دانه‌های روغنی و کشت یونجه می‌توان نام برد. انگور، سیب، گلابی، سنجد، سبزیجات، به، آلوچه‌های مختلف، زردآلو و ... به صورت مصرفی کشت و برداشت می‌شود.

## قنات روستا
روستا دارای یک دهنه قنات می‌باشد که از آب دهی مناسبی برخوردار است. آب قنات پس از عبور از میانه روستا به سمت باغ‌ها و زمین‌های کشاورزی که در جنوب غربی روستا می‌باشد حرکت می‌کند. اهالی روستا هر چند سال یکبار برای حفظ آب‌دهی قنات اقدام به لابروبی مسیر قنات می‌کنند.
1. ↑  «خلت آباد – فراهان – مركزي – سایت روستاهای ایران». دریافت‌شده در ۲۰۲۲-۰۳-۱۳.